# José Pareja y Septién
José Manuel Pareja y Septien (Lima, 8 de febrer de 1813 – † Valparaíso, 30 de novembre de 1865) va ser un marí i militar espanyol, tinent general de la Reial Armada.

## Vida
Va ser fill del brigadier Antonio Pareja, destacat Oficial de l'Armada Espanyola que s'havia traslladat a l'Amèrica del Sud per combatre els independentistes xilens, va néixer a la ciutat de Lima el 1813 dos mesos després de la partida del seu pare a Xile qui malgrat els seus èxits militars va morir per malaltia pocs mesos després. El 5 de novembre de 1827 va obtenir plaça de guardiamarina al departament de Cadis. Va realitzar els corresponents embarcaments de la seva classe i va viatjar per gairebé tot el planeta, arribant en un d'ells a les illes Filipines. El 1831 va fer el creuer d'instrucció a bord de la fragata Perla, que era en aquests moments el vaixell-escola de guardiamarines.

### La carlinada
El 16 de novembre de 1833 va ser ascendit a alferes de navili. Amb aquest grau, i embarcat en la fragata Lealtad, va participar en els combats contra les forces rebels durant la Primera Guerra Carlina. Un temporal del nord-oest va fer naufragar la Lealtad a l'altura del Sardinero de Santander, i Pareja se salvà nedant fins a la costa. Després d'un temps de destinació a l'arsenal de la Carraca, va tornar al bloqueig de les costes del Cantàbric en 1835.
Va prestar el seu suport, al comandament de la trincadura Valdés, a la sortida de les forces de guarnició de Sant Sebastià i en diverses ocasions va aprovisionar amb gran perill el fort de Getaria sota el foc de l'artilleria carlista. Per aquests fets li va ser concedida la Creu de la Diadema Reial de Marina i el comandament de la trincadura Churruca.
El 5 de maig de 1836, al comandament de la Churruca, va contribuir amb els seus focs a la ruptura del front de Sant Sebastià i la posterior presa del port de Pasaia. Pel seu comportament en aquestes operacions se li va concedir la creu de primera classe de l'Orde de Sant Ferran i va ser proposat pels seus superiors per al seu ascens per mèrits de guerra. També va actuar amb la Churruca en la batalla de Luchana, sent-li imposada la creu de Sant Ferran de primera classe en el propi camp de batalla pel general Espartero. Va obtenir la creu de distinció del Tercer Setge de Bilbao, i és declarat Benemérito de la Pàtria pel Congrés Constituent.
En 1837 va ser ascendit a tinent de navili per les propostes anteriors i va participar en l'atac i la capitulació de les places d'Irun, Hondarribia, Ondarroa i Deba. En 1838 va prendre part en les operacions sobre les poblacions d'Orio i Zarautz. En 1839 va sostenir diversos combats en el port de Santoña i la ria de Limpias en suport de les tropes d'Isabel II.

### Serveis a Espanya i Ultramar
Poc temps després va creuar a l'illa de Cuba, on se li va donar el comandament del pailebot Teresita, amb el qual va dur a terme diferents serveis per les aigües del Carib. El 1843 havia tornat de Cuba, es trobava amb llicència a Puerto de Santa María i es va posar de part dels alçats en el pronunciament contra el Regent Espartero, per la qual cosa va passar a Sevilla, posant-se a les ordres del tinent general José Primo de Rivera. Amb aquest cap i alguns vaixells de les forces navals va bloquejar el port de Cadis, fins a aconseguir la seva adhesió.
Quan ja era capità de fragata, va prestar serveis de guardacostes en la costa de Llevant. Va ser destinat poc després com a secretari de la comandància general de la posta de l'Havana, on va haver d'arribar realitzant una llarga travessia. Va tornar a la península i va rebre el comandament del vapor Colón, efectuant serveis pel Mediterrani. Va prendre part en l'expedició a la península Itàlica en ajuda dels Estats Pontificis, incorporat el seu vaixell a la divisió del general Bustillo. Pels serveis prestats, el Papa li va concedir l'encomana de l'Orde de Sant Gregori el Gran i a Espanya, se li va concedir la de Carles III.
De nou va ser destinat a la posta de l'Havana. En una ocasió va encallar amb el seu vaixell a la costa nord de l'illa; se li va formar un judici sumaríssim, del que en va sortir absolt, i fou rehabilitat en el comandament del vapor Colón. El 7 de novembre de 1851, va ser ascendit a capità de navili i va ser nomenat major general de la posta.
En 1857, va passar de nou a Espanya, exercint el seu servei com a sotsinspector de l'arsenal de El Ferrol. Se li va assignar posteriorment el comandament del navili Reina doña Isabel II, i fou ascendit a brigadier. Amb aquesta ocupació va ser director d'armaments en el Ministeri de Marina.
En 1862, se li va lliurar la comandància general de la Carraca, i en 1863, després d'una llicència per malaltia, va ser ascendit a cap d'esquadra i va tornar a manar l'Arsenal. En 1864 va ser ministre de Marina per un període de set mesos en el gabinet de Alejandro Mon i senador del Regne.

### La Guerra del Pacífic
El 22 d'octubre de 1864 fou nomenat comandant general de l'esquadra del Pacífic, en substitució de l'almirall Luis Hernández-Pinzón Álvarez, en la fragata d'hèlix de primera classe Villa de Madrid, de 50 canons. Se li va revestir del caràcter d'enviat extraordinari i ministre plenipotenciari prop de la República del Perú, i va prendre el comandament en l'ancoratge de les illes Chincha.
Pareja va negociar un tractat, que es va denominar Tractat Vivanco-Pareja, pel qual Espanya retornava les illes Chincha i el Perú saludaria al pavelló espanyol, reconeixia al comissari enviat per la Reina, Eusebio Salazar y Mazarredo, i pagaria 3 milions de pesos en indemnització. Aquesta protocol·lària acció es va dur a terme, a bord de la fragata Villa de Bilbao, en la badia del Callao el 27 de gener de 1865. El Govern va aprovar aquest tractat i el va ascendir aquest mateix any a tinent general de l'Armada.
Pocs dies després de la signatura van desembarcar alguns mariners de la fragata Resolución a El Callao, però el descontentament del poble exaltat es va manifestar en torba que es va llançar contra els espanyols el 5 de febrer de 1865. Va resultar mort el caporal de mar Esteban Fradera, que en veure's envoltat es va defensar i amb el seu ganivet va aconseguir matar tres violents i ferir-ne set més, però la multitud se li va tirar damunt causant-li la mort. El general Pareja va demanar les degudes explicacions, que li van ser donades pel govern del Perú, castigant als culpables i donant una indemnització de 6.000 pesos forts als familiars del caporal Fradera.
Els governs de l'Equador, Bolívia, el Perú i Xile declararen la guerra a Espanya per l'ocupació de les illes Chincha, i en vista que als ports d'aquest últim país s'impedia el carboneig dels vaixells espanyols, el ministre espanyol Tavira, va arreglar la qüestió de tal manera que el general Pareja va opinar que era en contra de l'honor d'Espanya. Ho posà en coneixement del Govern, qui va destituir a Tavira i va nomenar al general Pareja com a plenipotenciari també a Xile.
En arribar a les seves mans les credencials, va anar a carbonar al port de Caldera, deixant dos vaixells a El Callao al comandament del capità de navili Casto Méndez Núñez. Tots els vaixells del comandament immediat del general van anar arribant a Valparaíso; el vaixell almirall ho va fer el mateix dia en què a Xile se celebrava la festa de la independència. La goleta Covadonga al port de Cabija i les fragates Blanca i Berenguela van quedar al port de Caldera per bloquejar-lo, esperant les gestions diplomàtiques del general Pareja. En tenir aquestes resultat negatiu, es va declarar el bloqueig dels ports de Xile, continuant el 26 de novembre, en què la goleta Covadonga va ser capturada per la xilena Esmeralda, amb la treta de brandar bandera britànica, en el combat de Papudo, a 50 milles de Valparaíso.
La notícia d'aquests sorprenents fets perpetrats pel vaixell d'un país que pràcticament mancava de força naval, la suposició que hagués corregut la mateixa sort la corbeta Vencedora, la declaració de guerra de la República del Perú i l'actitud de la República de Xile contrària als interessos d'Espanya el van deprimir profundament i sentint-se fracassat va optar per suïcidar-se d'un tret a la seva cabina.